# سکه نقره کشتی نوح
سکه نقره کشتی نوح یک سکه نقره است که از سال ۲۰۱۱ تاکنون توسط دولت ارمنستان ضرب می‌شود. این سکه در وزن‌های مختلف (از ربع اونس تا ۵ کیلوگرم) و با عیار ۹۹۹ در ۱۰۰۰ ارائه می‌شود. ارزش سکه یک اونسی کشتی نوح برابر با ۵۰۰ درام ارمنستان بوده و به عنوان پول قانونی در این کشور اعتبار دارد. 
بر روی این سکه نشان رسمی دولت ارمنستان نقش بسته است و در زیر آن نیز ارزش سکه بر حسب درام ارمنستان، عیار نقره، وزن و نیز سال نشر درج شده است. همچنین عبارت «جمهوری ارمنستان» نیز به دو زبان انگلیسی و ارمنی بر روی این سکه دیده می‌شود.
پشت این سکه نیز تصویری از کشتی نوح دیده می‌شود. علاوه بر این، تصویر یک کبوتر سفید در حالی که شاخه زیتونی در نوکش قرار دارد و به سوی این کشتی پرواز می‌کند دیده می‌شود. کوه آرارات و خورشید نیز در پس‌زمینه دیده می‌شود. عنوان «کشتی نوح» هم به دو زبان انگلیسی و ارمنی در اطراف این سکه ضرب شده است.